# 1964 no desporto

## Eventos
- 10 de outubro - Abertura dos XVIII Jogos Olímpicos em Tóquio.

## Automobilismo
- 25 de outubro - O inglês John Surtees termina em 2º lugar o GP do México, e torna-se Campeão Mundial de Fórmula 1, sendo o primeiro campeão mundial em motos e monopostos. Além disso, a Ferrari pilotada por Surtees era azul e branca, porque Enzo Ferrari estava em conflito com a Federação Italiana de Automobilismo, que não queria homologar o modelo esporte 250LM. Em protesto, os pilotos disputaram os dois últimos GPs: Estados Unidos e a mexicana (o título) com as cores da North American Racing Team (NART), time americano de Luigi Chinetti.[1][2]

## Nascimentos
| Data            | Nome                     | Profissão                                         | Nacionalidade                         | Observações | Ref   |
| --------------- | ------------------------ | ------------------------------------------------- | ------------------------------------- | ----------- | ----- |
| 4 de janeiro    | Alexandr Fadeev          | patinador artístico                               | Rússia · União Soviética              |             |       |
| 4 de fevereiro  | Oleg Protasov            | futebolista                                       | Ucrânia · União Soviética             |             |       |
| 12 de fevereiro | Valdo                    | futebolista                                       | Brasil                                |             |       |
| 16 de fevereiro | Bebeto                   | futebolista                                       | Brasil                                |             |       |
| 28 de fevereiro | Djamolidine Abdoujaparov | ciclista                                          | Uzbequistão (atual) · União Soviética |             |       |
| 1 de março      | Luis Medina Cantalejo    | árbitro de futebol                                | Espanha                               |             |       |
| 1 de março      | Paul Le Guen             | jogador e treinador de futebol                    | França                                |             |       |
| 10 de março     | Aurélio Miguel           | judoca e político                                 | Brasil                                |             |       |
| 10 de março     | Toni Polster             | futebolista                                       | Áustria                               |             |       |
| 17 de março     | Jacques Songo'o          | futebolista                                       | Camarões                              |             |       |
| 18 de março     | Alex Caffi               | piloto de Fórmula 1                               | Itália                                |             |       |
| 19 de março     | Nicola Larini            | piloto de Fórmula 1                               | Itália                                |             |       |
| 23 de março     | Michael Frontzeck        | treinador de futebol                              | Alemanha Ocidental                    |             |       |
| 26 de março     | Martin Donnelly          | piloto de Fórmula 1                               | Irlanda do Norte                      |             |       |
| 3 de abril      | Marco Ballotta           | futebolista                                       | Itália                                |             |       |
| 4 de abril      | Jeremy McWilliams        | motociclista                                      | Irlanda do Norte                      |             |       |
| 5 de abril      | Marius Lăcătuş           | futebolista                                       | Romênia                               |             |       |
| 20 de abril     | Katherina Matousek       | patinadora artística                              | Canadá                                |             |       |
| 20 de abril     | Rosalynn Sumners         | patinadora artística                              | Estados Unidos                        |             |       |
| 30 de abril     | Lorenzo Staelens         | futebolista                                       | Bélgica                               |             |       |
| 6 de maio       | Andrea Chiesa            | piloto de fórmula 1                               | Suíça                                 |             |       |
| 9 de maio       | Paul Caligiuri           | futebolista                                       | Estados Unidos                        |             |       |
| 17 de maio      | Stratos Apostolakis      | futebolista                                       | Grécia                                |             |       |
| 20 de maio      | Miodrag Belodedici       | futebolista                                       | Roménia                               |             |       |
| 22 de maio      | Maya Usova               | patinadora artística                              | Rússia (atual) · União Soviética      |             |       |
| 30 de maio      | Andrea Montermini        | automobilista                                     | Itália                                |             |       |
| 11 de junho     | Jean Alesi               | piloto de fórmula 1                               | França                                |             |       |
| 15 de junho     | Michael Laudrup          | jogador e treinador de futebol                    | Dinamarca                             |             |       |
| 17 de junho     | Michael Gross            | nadador                                           | Alemanha Ocidental                    |             |       |
| 17 de junho     | Rinaldo Capello          | automobilista                                     | Itália                                |             |       |
| 19 de junho     | Kevin Schwantz           | motociclista                                      | Estados Unidos                        |             |       |
| 21 de junho     | Dean Saunders            | jogador e treinador de futebol                    | País de Gales                         |             |       |
| 25 de junho     | Johnny Herbert           | piloto de Fórmula 1                               | Inglaterra                            |             |       |
| 26 de junho     | Tommi Mäkinen            | piloto de ralis                                   | Finlândia                             |             |       |
| 5 de julho      | Filip De Wilde           | futebolista                                       | Bélgica                               |             |       |
| 9 de julho      | Gianluca Vialli          | jogador e treinador de futebol                    | Itália                                | m. 2023     | [ 3 ] |
| 16 de julho     | Miguel Induráin          | ciclista                                          | Espanha                               |             |       |
| 29 de julho     | Augusto Ribas            | ex-piloto de kart, automóvel e atirador esportivo | Brasil                                |             |       |
| 30 de julho     | Jürgen Klinsmann         | jogador e treinador de futebol                    | Alemanha                              |             |       |
| 8 de agosto     | Dumitru Stângaciu        | futebolista                                       | Roménia                               |             |       |
| 11 de agosto    | Stefan Topurov           | halterofilista                                    | Bulgária                              |             |       |
| 12 de agosto    | Txiki Beguiristáin       | futebolista                                       | Espanha                               |             |       |
| 17 de agosto    | Jorginho                 | futebolista                                       | Brasil                                |             |       |
| 20 de agosto    | Giuseppe Giannini        | futebolista                                       | Itália                                |             |       |
| 22 de agosto    | Mats Wilander            | tenista                                           | Suécia                                |             |       |
| 24 de agosto    | Éric Bernard             | automobilista                                     | França                                |             |       |
| 4 de setembro   | Robson da Silva          | atleta, velocista                                 | Brasil                                |             |       |
| 19 de setembro  | Enrico Bertaggia         | automobilista                                     | Itália                                |             |       |
| 24 de setembro  | Jeff Krosnoff            | automobilista                                     | Estados Unidos                        | m. 1996     | [ 4 ] |
| 27 de setembro  | Vera Mossa               | voleibolista                                      | Brasil                                |             |       |
| 28 de setembro  | Claudio Borghi           | jogador e treinador de futebol                    | Argentina                             |             |       |
| 3 de outubro    | Jostein Flo              | futebolista                                       | Noruega                               |             |       |
| 7 de outubro    | Marcelo Veiga            | técnico e ex-futebolista                          | Brasil                                | m. 2020     | [ 5 ] |
| 22 de outubro   | Dražen Petrović          | basquetebolista                                   | Iugoslávia                            | m. 1993     | [ 6 ] |
| 22 de outubro   | Paul McStay              | futebolista                                       | Escócia                               |             |       |
| 23 de outubro   | Rashid Yekini            | futebolista                                       | Nigéria                               | m. 2012     | [ 7 ] |
| 28 de outubro   | Paul Wylie               | patinador artístico                               | Estados Unidos                        |             |       |
| 31 de outubro   | Marco van Basten         | jogador e treinador de futebol                    | Países Baixos                         |             |       |
| 5 de novembro   | Abédi Pelé               | futebolista                                       | Gana                                  |             |       |
| 10 de novembro  | Magnús Scheving          | ginasta                                           | Islândia                              |             |       |
| 12 de novembro  | Thomas Berthold          | futebolista                                       | Alemanha (atual) · Alemanha Ocidental |             |       |
| 24 de novembro  | Pampa                    | voleibolista                                      | Brasil                                | m. 2024     | [ 8 ] |
| 27 de novembro  | Marina Cherkasova        | patinadora artística                              | Rússia (atual) · União Soviética      |             |       |
| 27 de novembro  | Roberto Mancini          | jogador e treinador de futebol                    | Itália                                |             |       |
| 1 de dezembro   | Salvatore Schillaci      | futebolista                                       | Itália                                | m. 2024     | [ 9 ] |
| 5 de dezembro   | Pablo Morales            | nadador                                           | Estados Unidos                        |             |       |
| 13 de dezembro  | Ricardo Gomes            | jogador e treinador de futebol                    | Brasil                                |             |       |
| 16 de dezembro  | Heike Drechsler          | atleta, velocista e saltadora                     | Alemanha (atual) · Alemanha Oriental  |             |       |

## Mortes
| Data           | Nome                | Profissão           | Nacionalidade | Observações | Ref |
| -------------- | ------------------- | ------------------- | ------------- | ----------- | --- |
| 8 de janeiro   | Martin Stixrud      | patinador artístico | Noruega       | n. 1876     |     |
| 25 de abril    | Andreas Krogh       | patinador artístico | Noruega       | n. 1894     |     |
| 15 de novembro | Montgomery Wilson   | patinador artístico | Canadá        | n. 1909     |     |
| 1 de dezembro  | Charilaos Vasilakos | atleta, maratonista | Grécia        | n. 1877     |     |